# Clepsis stenophora
Clepsis stenophora es una especie de polilla del género Clepsis, categorizada en la tribu Archipini, de la subfamilia Tortricinae.

## Distribución
Se distribuye por Uganda.

## Taxonomía
Fue descrita por Bradley en 1965 y publicada en (Tortrix), Ruwenzori Exped. 1952, 2 (12): 89.